# 오쿠가와촌
오쿠가와촌(奥川村)은 후쿠시마현 야마군에 있던 촌이다. 현재의 니시아이즈정에 해당한다.

## 역사
- 1889년 4월 1일 - 정촌제 시행에 의해 7촌의 구역으로 성립하였다.
- 1954년 7월 1일 - 야마 군 신고 촌이 가와누마 군 노자와 정·오노모토 촌·도세지마 촌·무쓰아이 촌·시타야 촌·무라오카 촌·가미노지리 촌·호사카 촌과 합병해 니시아이즈정이 성립하여, 동일 오쿠가와촌이 폐지되었다.

## 교통

### 철도
촌 지역에는 철도 노선이 존재하지 않았지만, 아가강 건너편 가와누마군 무라오카촌에 반에쓰니시선 도쿠자와역이 위치했다.

## 참고문헌
- 角川日本地名大辞典 7 福島県